# بوليميراز

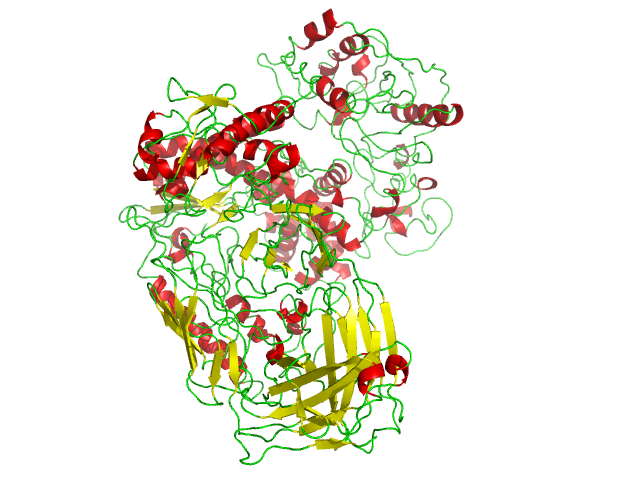
بنية بوليميراز المستحرة المائية

البوليميراز أو البوليمريز (بالإنجليزية: Polymerase)‏ هو إنزيم وظيفته البيولوجية المركزية هي توليف مبلمرات الحمض النووي.